# Frederic IV de Suàbia
Frederic IV de Hohenstaufen (1145 - 1167) va ser duc de Suàbia des de 1152 fins a la seva mort, succeint el seu cosí Frederic Barba-roja.

## Biografia
Tenia sis anys quan el seu pare Conrad III d'Alemanya va morir, i era l'hereu de la corona, però suposadament Conrad hauria transmès a les dues úniques persones presents, el seu nebot Frederic Barba-roja i el bisbe de Bamberg, que Barba-roja havia de ser el seu successor i li hauria donat la insígnia imperial. Barba-roja no va perdre el temps i va mobilitzar el clergat bavarès al seu favor i va fer que l'arquebisbe de Colònia convoqués un reichstag on els prínceps electors van escollir-lo com a Rei d'Alemanya. Amb el títol de rei i amb les intencions centrades a obtenir el d'emperador, Barba-roja va traspassar el seu títol de Duc de Suàbia al seu jove cosí Frederic.
Es va casar amb Gertrudis de Baviera, filla d'Enric el Lleó i la seva primera esposa Clemència de Zähringen. El matrimoni no va tenir descendència.
Frederic va participar en les campanyes de Barba-roja a Itàlia, i es va convertir en una de les moltes baixes de l'exèrcit imperial a l'agafar una malaltia després d'ocupar Roma el 1167. Barba-roja va atorgar el ducat de Suàbia al seu propi fill de tres anys, Frederic V.